# Аркуш і Могофореш
А́ркуш і Могофо́реш (порт. Arcos e Mogofores; МФА: [ˈaɾ.kuz i mu.gu.ˈfo.ɾɨʃ]) — парафія в Португалії, в муніципалітеті Анадія. Складова округу Авейру.  Входить до регіону Центр. За старим адміністративним поділом, що був чинним до 1976 року, територія парафії належала провінції Берегова Бейра. Заснована 28 січня 2013 року. Площа парафії — 14,4 км², населення — 6331 ос. (2011), густота населення — 439,65 осіб/км²
. Патрон — Діва Марія і святий Пелагій. Поштовий індекс — 3780. Код  — 010317.
```
Сформована із колишніх парафій 
Аркуш
 і 
Могофореш
.
```

## Географія

Анадія (2013)
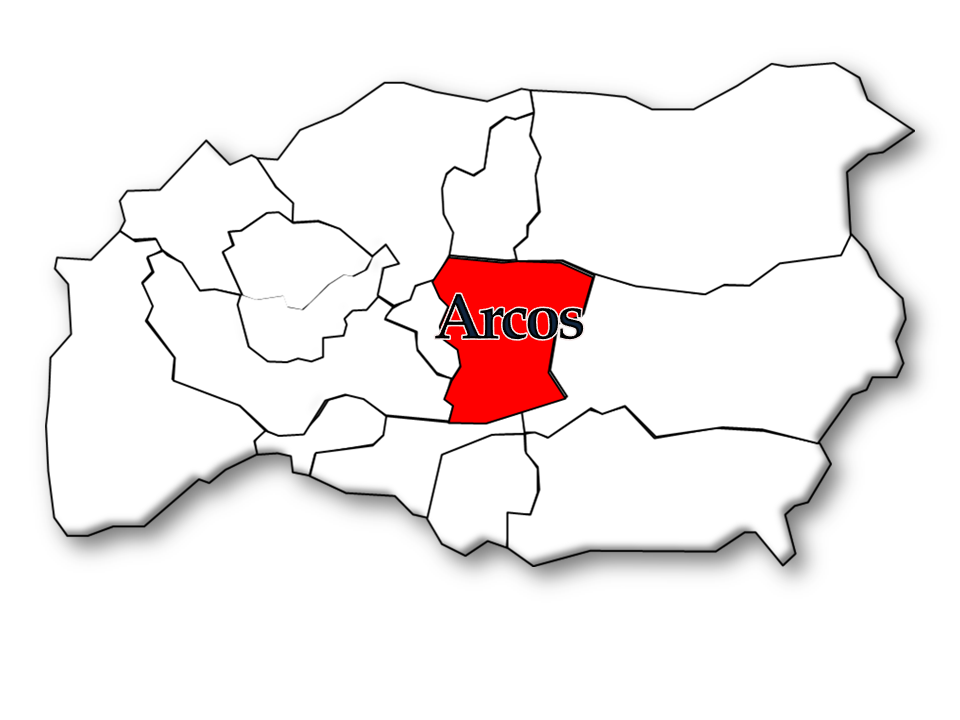
Аркуш
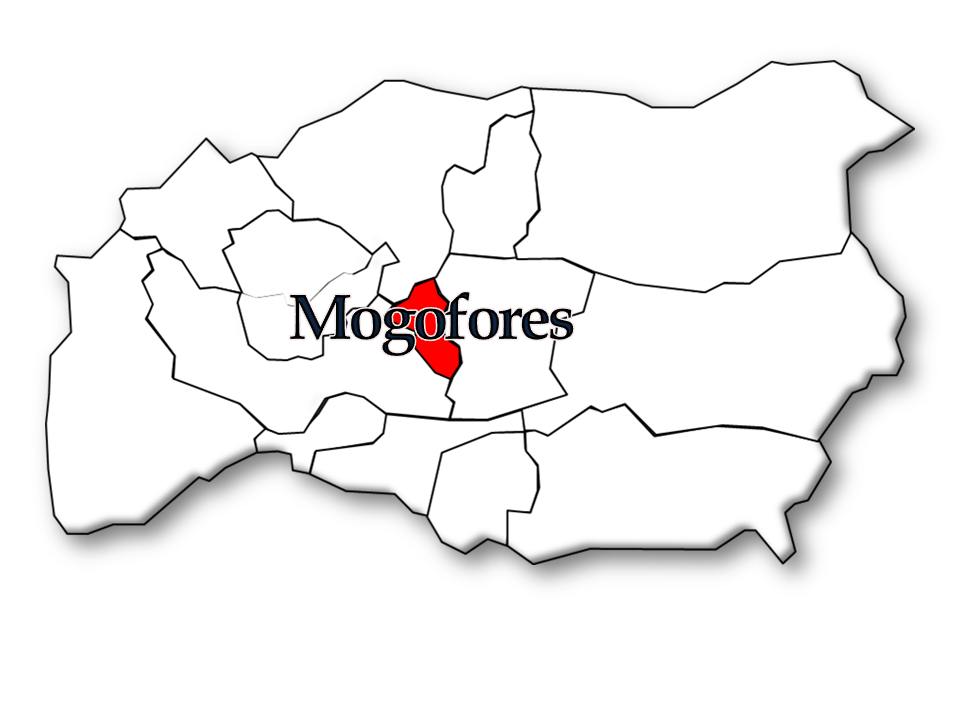
Могофореш

## Населення
| 2011 |
| 6331 |